# Vernonia ledocteana
Vernonia ledocteana là một loài thực vật có hoa trong họ Cúc. Loài này được P.A.Duvign. & Van Bockstal miêu tả khoa học đầu tiên năm 1960.